# Saint-Georges, Pas-de-Calais
Saint-Georges là một xã ở tỉnh Pas-de-Calais, vùng Hauts-de-France, Pháp.

## Địa lý
Saint-Georges có cự ly trong thung lũng sông Canche, 18 miles (27 km) về phía đông nam Montreuil-sur-Mer trên đường D340, và 3 dặm Anh (5 km) to the về phía đông Hesdin. 

## Dân số
| 1962                                                         | 1968 | 1975 | 1982 | 1990 | 1999 | 2006 |
| ------------------------------------------------------------ | ---- | ---- | ---- | ---- | ---- | ---- |
| 270                                                          | 271  | 293  | 305  | 305  | 266  | 303  |
| Số liệu điều tra dân số từ năm 1962, dân số chỉ tính một lần |      |      |      |      |      |      |

## Địa điểm nổi bật
- Nhà thờ St. Georges, thế kỷ 18